# İzmir (provins)

Karta över Turkiet med İzmir markerat.

İzmir är en provins i västra Turkiet. Den hade i slutet av 2014 en beräknad folkmängd på 4 113 072 invånare och har en areal på 12 012 km². Provinsens huvudstad är İzmir.